# Tusch
Tusch är en färg som bland annat används till teckning, kinesisk kalligrafi och tuschmåleri. Det traditionellt svarta tuschet består av sotpigment i ett vattenlösligt bindemedel av animaliska limämnen, och är alltså en typ av limfärg. Pigmentet har utmärkt ljusäkthet.
Tuschet kan förvaras torrt och hoppressat i en så kallad tuschstång, som när man ska använda det rivs mot en tuschsten, där det också blandas med lite vatten.
Oftast används en pensel, för kalligrafi och måleri, eller stålpenna för teckning. Tuschet är opakt, täckande, i full styrka men kan spädas så att det blir genomskinligt och användas för lavering.
Tusch är också ett vanligt namn på lättflytande vatten- eller alkoholbaserad färg som används i filtpennor, tuschpennor.